# 村櫛舘山寺道路
村櫛舘山寺道路（むらくしかんざんじどうろ）は、静岡県浜松市中央区村櫛町から同区舘山寺町に至る延長4.6kmの道路である。2007年（平成19年）5月1日までは静岡県道路公社が管理していた有料道路であったが、同年5月2日より無料開放された。静岡県道323号舘山寺弁天島線の一部である。

## 沿革
- 1981年（昭和56年）5月：開通。なお当初は湖東町(東名高速浜松西ICのやや南側)まで延伸する計画であったが、白紙になってしまった。
- 2007年（平成19年）5月2日：無料開放。

## 通行料金
ここに記述しているものは無料開放される直前の通行料金である。無料開放後の現在は以下の料金は発生しない。
- 原動機付自転車・軽車両：20円
- 軽自動車：150円
- 普通車・中型車：200円
- 大型車：320円
- 特大車：730円

## 接続路線
- 静岡県道323号舘山寺弁天島線・静岡県道319号村櫛三方原線
- 静岡県道48号舘山寺鹿谷線
- 静岡県道320号引佐舘山寺線